# Nymphis
Nymphis (altgriechisch Νύμφις) war ein griechischer Koroplast, der Anfang des zweiten Jahrhunderts v. Chr. in Myrina in Kleinasien tätig war.
Er ist nur von seiner Signatur auf einer Tonstatuette der Göttin Nike bekannt. Die Statuette befindet sich heute im Louvre in Paris.